# Краснополье (исчезнувшее село, Саратовская область)
Краснополье (нем. Preuss) — исчезнувшее село в Ровенском районе Саратовской области.
Село находилось в Заволжье, в нескольких километрах от левого берега Волги, к северу от села Кочетное (Гельцель).

## История
Основано как немецкая колония в 1767 году по инициативе вызывателей Леруа и Пите 132 семьями католиков из Майнца, Трира, Бамберга, Касселя, Люксембурга и Франции. Немецкое название "Прейс" - по фамилии первого старосты (мельник из Нассау Иоганн Прейс). Русское название Краснополье существовало с 1768 года, но немецким населением не использовалось. В 1774 году колония подверглась набегу войска Емельяна Пугачёва, в 1775 году - набегу киргиз-кайсаков.
В 1768 году в Прейсе был образован католический приход в Прейсе, в 1835 году построена деревянная кирха с органом франкфуртской фирмы "Зауэр". Половина населения Прейса занималась хлебопашеством. Большое развитие в колонии получили корзиноплетение и гончарное дело. Помимо церкви имелась каплица, раз в год проводилась ярмарка. Административно колония входила в Ровненскую волость Новоузенского уезда Самарской губернии.
По состоянию на 1857 год земельный надел колонии составил 8385 десятин (на 242 семьи). В период с 1876-го по 1878 годы вследствие малоземелья из Прейса в Америку выехало 43 колониста. По состоянию на 1910 год за колонистами было закреплено 13704 десятины удобной земли, в поселении работали церковь, две земские школы и две ветряные мельницы, проводилась традиционная ярмарка, к уже упоминавшемуся производству корзин прибавилось изготовление сундуков. Сеяли колонисты преимущественно пшеницу, а также в небольших количествах рожь и некоторые другие зерновые.
С 1922 года - в составе Ровненского (Зельманского) кантона Трудовой коммуны немцев Поволжья (с 1923 года - АССР немцев Поволжья). В голод 1921 года родилось 163 человека, умерло 595. В 1926 году имелись сельскохозяйственное кредитное товарищество, изба-читальня, начальная школа, сельсовет. В период коллективизации организованы колхозы "Прейс 1" и имени Кирова.
В 1927 году постановлением ВЦИК "Об изменениях в административном делении Автономной С.С.Р. Немцев Поволжья и о присвоении немецким селениям прежних наименований, существовавших до 1914 года" селу Краснополье Зельманского кантона возвращено название Прейс. Католическая кирха была закрыта Указом Президиума Верховного Совета АССР от 29 июля 1939 года с предложением переоборудования здания под учреждение культуры.
28 августа 1941 года был издан Указ Президиума ВС СССР о переселении немцев, проживающих в районах Поволжья. Немецкое население было депортировано в северные районы Казахской ССР. После ликвидации АССР немцев Поволжья село, как и другие населённые пункты Куккусского кантона, было включено в состав Саратовской области, в 1942 году переименовано в село Краснополье.
В отличие от многих других немецких колоний, Краснополье почти не было заселено новыми жителями. В 1950-х годах при затоплении Волгоградского водохранилища большая часть колонии ушла под воду, часть домов была перенесена в Кочетное, оставшуюся на суше часть села забросили.

## Население
Динамика численности населения по годам:
| 1767 | 1773 | 1788 | 1798 | 1816 | 1834 | 1850 | 1859 | 1865 | 1889 | 1897 | 1905 | 1910 | 1920 | 1922 | 1923 | 1926 | 1931 |
| ---- | ---- | ---- | ---- | ---- | ---- | ---- | ---- | ---- | ---- | ---- | ---- | ---- | ---- | ---- | ---- | ---- | ---- |
| 403  | 383  | 359  | 459  | 636  | 1105 | 1787 | 2194 | 2241 | 3075 | 3293 | 5219 | 5579 | 4755 | 2787 | 2612 | 2744 | 2910 |

В 1931 году свыше 99% населения села составляли немцы